# Tijskenshoek
Tijskenshoek is een gehucht en wijk in de gemeente Beveren-Kruibeke-Zwijndrecht in de Belgische provincie Oost-Vlaanderen. De wijk ligt in het westen van de bebouwde kern, anderhalve kilometer ten westen van het dorpscentrum en Grote Markt van Beveren.
De wijk ligt nabij het kruispunt van de Elzestraat, Lindenlaan en de Pastoor Steenssensstraat en maakt deel uit van de grotere wijk Nieuwe Parochie.

## Geschiedenis
Op de Ferrariskaart uit de jaren 1770 is hier een omvangrijk landelijk gehucht Thyskenshoeck weergegeven. De Atlas der Buurtwegen uit 1841 vermeldt hier het gehucht Tyskenshoek; de Vandermaelenkaart uit het midden van de 19de eeuw vermeldt Tyskens Hoek.
De bevolking nam toe en in dit westelijk deel van Beveren werd in 1934 een nieuwe parochie opgericht. Deze hele wijk werd de Nieuwe Parochie genoemd. In het zuidelijker deel hiervan werd een parochiekerk opgetrokken; de Onze-Lieve-Vrouw van Bijstandkerk, die in 1936 werd ingewijd.
Deelgemeenten: Bazel · Beveren · Burcht · Doel · Haasdonk · Kallo · Kieldrecht · Kruibeke · Melsele · Rupelmonde · Verrebroek · Vrasene · Zwijndrecht

Overige dorpen en gehuchten: Beestenhoek · Bloempot · De Bank · Doorn · Es · Gaverland ·  Geslecht · Groot Laar · Halve Maan · Hoogeinde · Hoogstraat · Kalishoek (Doel) · Kalishoek (Melsele) · Kemphoek · Klein Laar · Melseledijk· Mosselbank (Haasdonk) · Mosselbank (Vrasene) · Nieuwe Parochie · Ouden Doel · Oudendijk · Ponjaard · Prosperpolder · Puiput · Rapenberg · Rapenburg · Saftingen · Sint-Antoniushoek · Smoutpot · Stenen Kruis · Tijskenshoek · Vendoorn · Verrebroekse Blikken · Vijfstraten · Vliegenstal · Voshoek · Westakkers · Wilden Haan · Zillebeek · Zwaantje

Belgische gemeenten · Arrondissement Sint-Niklaas · Oost-Vlaanderen · Vlaanderen